# 니타촌 (도치기현)
니타촌(熟田村)은 도치기현의 중동부 시오야군에 속했던 촌이다.

## 역사
- 1889년 4월 1일 - 정촌제 시행에 의해 시오야군 니타촌이 성립하였다.
- 1954년 3월 31일 - 우지이에정, 기타타카네자와촌에 분할편입해, 동일 니타촌은 폐지되었다.

## 교통

### 철도
- 일본국유철도
  - 가라스야마선

## 참고문헌
- 『栃木県町村合併誌 第一巻』 栃木県、1955年4月